# Kenzie
Kim Yeon-jung (tiếng Hàn Quốc: 김연정), thường được biết đến với nghệ danh Kenzie (tiếng Hàn Quốc: 켄지, sinh ngày 3 tháng 2 năm 1976), là một nữ nhạc sĩ kiêm nhà sản xuất thu âm người Hàn Quốc. 
Là một trong những thành viên trụ cột lâu năm của SM Entertainment, cô đã sáng tác rất nhiều bài hát cho các nghệ sĩ của SM gồm BoA, Isak N Jiyeon, Super Junior, The Grace, TVXQ, Girls' Generation, Shinee, f(x), EXO, Red Velvet, NCT và aespa. Ngoài ra, cô còn tham gia sáng tác một số ca khúc cho các nghệ sĩ khác không thuộc SM, trong đó có Twice, CIX, BAE173, và The Boyz.

## Tiểu sử
Kenzie có nguyên quán từ Hàn Quốc nhưng lại được sinh ra tại Shimane, Nhật Bản. Cô đã kết hôn với nhạc sĩ Kim Jung-bae, người sau này cùng cô thực hiện phần viết lời cho hầu hết các ca khúc do cô sản xuất nhạc cho những nghệ sĩ của SM. 
Từng học tại Cao đẳng âm nhạc Berklee, chuyên ngành sản xuất âm nhạc và kỹ thuật (MP&E), cô chuyển đến Mỹ để tiếp tục việc học mặc dù mục tiêu của cô là trở thành nhà sản xuất âm nhạc và nhà soạn nhạc trên chính quê hương của mình. Mặc dù đã được đào tạo âm nhạc cổ điển và biết chơi piano cũng như kèn trumpet, thế nhưng cô đã tìm đến nhạc pop, và thành công của các nhóm nhạc trực thuộc SM như S.E.S. hay H.O.T chính là lý do cô đặt mục tiêu hợp tác với SM. Sau khi tốt nghiệp ra trường, cô đã gặp được chủ tịch SM Lee Soo-man và chính thức tham gia đội ngũ nhạc sĩ của SM Entertainment.

## Danh sách sáng tác
Danh sách này không đầy đủ, bạn cũng có thể giúp mở rộng danh sách.
| Ngày phát hành | Tên bài hát                              | Thể hiện                    | Tên album                                             | Vị trí xếp hạng cao nhất |      |      |      |
| 2002           | 2002                                     | 2002                        | 2002                                                  | 2002                     | 2002 | 2002 | 2002 |
| -------------- | ---------------------------------------- | --------------------------- | ----------------------------------------------------- | ------------------------ | ---- | ---- | ---- |
| 09/03          | "The Sign"                               | Isak N Jiyeon               | Tell Me Baby                                          | —                        |      |      |      |
| 2003           |                                          |                             |                                                       |                          |      |      |      |
| 05/30          | "Time To Begin"                          | BoA                         | Atlantis Princess                                     | —                        |      |      |      |
| 05/30          | "Milky Way"                              | BoA                         | Atlantis Princess                                     | —                        |      |      |      |
| 12/08          | "두번째 겨울 (Snowflake)"                | SM Town                     | "2003 Winter Vacation in SMTOWN.com"                  | —                        |      |      |      |
| 2004           |                                          |                             |                                                       |                          |      |      |      |
| 06/15          | "I Kiss"                                 | BoA                         | My Name                                               | —                        |      |      |      |
| 06/15          | "My Name"                                | BoA                         | My Name                                               | 1                        |      |      |      |
| 07/02          | "Hotmail"                                | SM Town                     | 2004 Summer Vacation in SMTOWN.com                    | —                        |      |      |      |
| 07/02          | "Lollipop"                               | BoA                         | 2004 Summer Vacation in SMTOWN.com                    | —                        |      |      |      |
| 10/13          | "지금처럼 (Like Now)"                    | TVXQ                        | Tri-angle                                             | —                        |      |      |      |
| 2005           |                                          |                             |                                                       |                          |      |      |      |
| 06/23          | "공중정원 (Garden In The Air)"           | BoA                         | Girls on Top                                          | —                        |      |      |      |
| 06/23          | "Moto"                                   | BoA                         | Girls On Top                                          | 1                        |      |      |      |
| 09/05          | "One"                                    | TVXQ                        | Rising Sun                                            | —                        |      |      |      |
| 12/15          | "Show Me Your Love"                      | TVXQ & Super Junior         | Show Me Your Love                                     | 1                        |      |      |      |
| 2006           |                                          |                             |                                                       |                          |      |      |      |
| 01/16          | "슬픔이 멈쳐도 (People Say..)"           | BoA                         | Everlasting                                           | —                        |      |      |      |
| 06/20          | "태양은 가득히 (Red Sun)"                | SM Town                     | ''06 SUMMER SMTOWN                                    | —                        |      |      |      |
| 06/20          | "Oasis"                                  | TVXQ                        | '06 SUMMER SMTOWN                                     | —                        |      |      |      |
| 09/02          | "Phantom 환영 (幻影)"                    | TVXQ                        | "O"-Jung.Ban.Hap.                                     | —                        |      |      |      |
| 09/02          | "Remember"                               | TVXQ                        | 궁S OST/"O"-Jung.Ban.Hap.                             | —                        |      |      |      |
| 12/12          | "DOTCH"                                  | BoA                         | 2006 WINTER SMTOWN - Snow Dream/Key of Heart/Dotch    | —                        |      |      |      |
| 12/12          | "그것뿐이에요 (Just You)"                | Super Junior K.R.Y.         | 빌리진 날 봐요 OST/'06 WINTER SMTOWN - Snow Dream     | —                        |      |      |      |
| 12/12          | "내가 그대없이 (When We'll Be Together)" | TVXQ                        | '06 WINTER SMTOWN - Snow Dream                        | —                        |      |      |      |
| 2007           |                                          |                             |                                                       |                          |      |      |      |
| 05/04          | "한번 더, OK?"                           | The Grace                   | One More Time, OK?                                    | —                        |      |      |      |
| 05/04          | "Sweet Emotion"                          | The Grace                   | One More Time, OK?                                    | —                        |      |      |      |
| 05/14          | "하루달"                                 | TVXQ                        | Air City (에어시티) OST                               | —                        |      |      |      |
| 09/20          | "미워 (Hate U, Love U)"                  | Super Junior                | Don't Don                                             | —                        |      |      |      |
| 09/20          | "마지막 승부 (The Girl Is Mine)"         | Super Junior                | Don't Don                                             | —                        |      |      |      |
| 11/01          | "Into The New World"                     | Girls' Generation           | Girls' Generation                                     | 10                       |      |      |      |
| 11/01          | "Merry-Go Round"                         | Girls' Generation           | Girls' Generation                                     | —                        |      |      |      |
| 12/10          | "12월 27일 (On DECEMBER 27th)"           | BoA                         | 2007 Winter SMTown - Only Love                        | —                        |      |      |      |
| 12/10          | "첫눈이 와"                              | Super Junior                | 2007 WINTER SMTOWN - Only Love                        | —                        |      |      |      |
| 2008           |                                          |                             |                                                       |                          |      |      |      |
| 04/23          | "迷 (Me)"                                | Super Junior-M              | 迷 (Me)                                               | —                        |      |      |      |
| 05/08          | "Haptic Motion"                          | Girls' Generation           | Haptic Motion                                         | 18                       |      |      |      |
| 05/22          | "Real"                                   | Shinee                      | Replay (EP)                                           | —                        |      |      |      |
| 06/05          | "꿀단지 (Sunny)"                         | Super Junior-Happy          | 요리왕 (Cooking? Cooking!)                            | —                        |      |      |      |
| 08/28          | "화장을 하고 (Graze)"                    | Shinee                      | The Shinee World                                      | —                        |      |      |      |
| 09/26          | "무지개 (RAINBOW)"                       | TVXQ                        | MIROTIC                                               | —                        |      |      |      |
| 2009           |                                          |                             |                                                       |                          |      |      |      |
| 01/09          | "힘내! (Way To Go)"                      | Girls' Generation           | Gee                                                   | 18                       |      |      |      |
| 03/12          | "앤젤라 (Angela)"                        | Super Junior                | Sorry, Sorry                                          | —                        |      |      |      |
| 04/14          | "HaHaHa"                                 | Girls' Generation           | HaHaHa                                                | —                        |      |      |      |
| 05/25          | "세뇨리따 (Señorita)"                    | SHINee                      | Romeo (EP)                                            | —                        |      |      |      |
| 06/29          | "여자친구 (Girlfriend)"                  | Girls' Generation           | Tell Me Your Wish (Genie) The Second Mini Album       | —                        |      |      |      |
| 09/01          | "Lachata (Intro)"                        | f(x)                        | La Cha Ta                                             | —                        |      |      |      |
| 09/01          | "라차타 (La Cha Ta)"                     | f(x)                        | La Cha Ta                                             | —                        |      |      |      |
| 09/24          | "動情 (Only U)"                          | Super Junior-M              | Super Girl                                            | —                        |      |      |      |
| 10/22          | "Jo Jo"                                  | SHINee                      | 2009, Year of Us                                      | 16                       |      |      |      |
| 2010           |                                          |                             |                                                       |                          |      |      |      |
| 01/25          | "Oh!"                                    | Girls' Generation           | Oh!                                                   | 1                        |      |      |      |
| 05/10          | "나란 사람 (Your Eyes) "                 | Super Junior                | Bonamana                                              | 175                      |      |      |      |
| 07/19          | "Life"                                   | SHINee                      | Lucifer                                               | 69                       |      |      |      |
| 08/05          | "M.E.P (My Electronic Piano)"            | BoA                         | Hurricane Venus                                       | 101                      |      |      |      |
| 2011           |                                          |                             |                                                       |                          |      |      |      |
| 07/11          | "나 좀 봐줘 (One More Chance)"           | The Grace                   | 나 좀 봐줘 (One More Chance) Digital Single           | 20                       |      |      |      |
| 08/03          | "폭풍 (Storm)"                           | Super Junior                | Mr. Simple                                            | 119                      |      |      |      |
| 09/19          | "하루에 (A Day)"                         | Super Junior                | A-Cha (Repackaged)                                    | 155                      |      |      |      |
| 10/19          | "Oscar"                                  | Girls' Generation           | The Boys                                              | 42                       |      |      |      |
| 12/07          | "Stranger"                               | SHINee                      | The First                                             | 2                        |      |      |      |
| 12/13          | "Diamond"                                | Girls' Generation           | 2011 Winter SMTown – The Warmest Gift                 | 52                       |      |      |      |
| 2012           |                                          |                             |                                                       |                          |      |      |      |
| 03/18          | "낯선자 (Stranger)"                      | SHINee                      | Sherlock                                              | 27                       |      |      |      |
| 04/29          | "OMG (Oh My God)"                        | Girls' Generation-TTS       | Twinkle                                               | 26                       |      |      |      |
| 06/10          | "제트별 (Jet)"                           | f(x)                        | Electric Shock                                        | 24                       |      |      |      |
| 07/01          | "달콤씁쓸 (Bittersweet)"                 | Super Junior                | Sexy, Free & Single                                   | 65                       |      |      |      |
| 09/06          | "가까이 (Close)"                         | Taeyeon (Girls' Generation) | To The Beautiful You OST                              | 7                        |      |      |      |
| 11/26          | "Humanoids"                              | TVXQ!                       | Humanoids                                             | 32                       |      |      |      |
| 2013           |                                          |                             |                                                       |                          |      |      |      |
| 01/01          | "Express 999"                            | Girls' Generation           | I Got a Boy                                           | 14                       |      |      |      |
| 26/04          | "Why So Serious?"                        | SHINee                      | Chapter 2. Why So Serious? – The Misconceptions of Me | 15                       |      |      |      |
| 26/04          | "Evil"                                   | SHINee                      | Chapter 2. Why So Serious? – The Misconceptions of Me | 121                      |      |      |      |
| 03/07          | "늑대와 미녀 (Wolf)"                     | EXO                         | XOXO                                                  | 1                        |      |      |      |
| 03/07          | "Baby"                                   | EXO                         | XOXO                                                  | 100                      |      |      |      |
| 06/29          | "Green Rain"                             | SHINee                      | The Queen's Classroom OST                             | 49                       |      |      |      |
| 07/29          | "시그널 (Signal)"                        | f(x)                        | Pink Tape                                             | -                        |      |      |      |
| 10/14          | "빗 속 뉴욕 (Queen of New York)"         | SHINee                      | Everybody (EP)                                        | -                        |      |      |      |
| 12/9           | "첫 눈 (The First Snow)"                 | EXO                         | Miracles in December                                  | -                        |      |      |      |
| 2014           |                                          |                             |                                                       |                          |      |      |      |
| 01/06          | "너의 남자 (Your Man)"                   | TVXQ                        | Tense                                                 | 68                       |      |      |      |
| 02/24          | "Europa"                                 | Girls' Generation           | Mr.Mr.                                                | 25                       |      |      |      |
| 05/07          | "중독 (Overdose)"                        | EXO-K                       | Overdose                                              | 1                        |      |      |      |
| 07/07          | "Red Light"                              | f(x)                        | Red Light                                             | 2                        |      |      |      |
| 07/07          | "MILK"                                   | f(x)                        | Red Light                                             | -                        |      |      |      |
| 07/07          | "바캉스 (Vacance)"                       | f(x)                        | Red Light                                             | -                        |      |      |      |